# Altes Rathaus (Grombach)

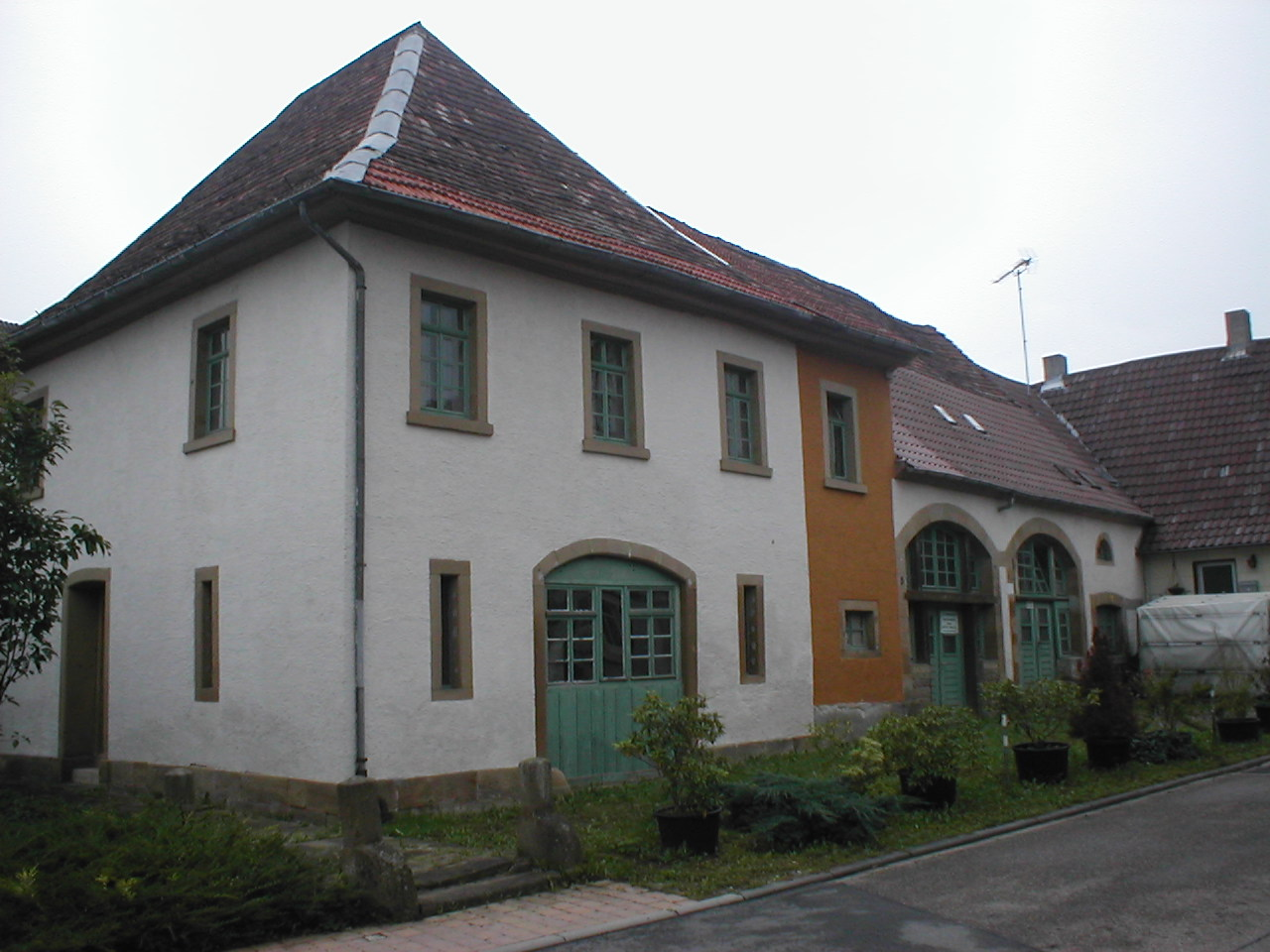
Altes Rathaus in Grombach

Das Alte Rathaus in Grombach, einem Stadtteil von Bad Rappenau im Landkreis Heilbronn im nördlichen Baden-Württemberg, war von der Mitte des 19. Jahrhunderts bis 1963 das Rathaus der einst selbstständigen Gemeinde Grombach. Die Verwaltung und die Feuerwehr bezogen danach einen in der Nachbarschaft errichteten Neubau.

## Geschichte
In Grombach gab es lange Zeit kein Rathaus, da die politische Gemeinde dem einst den Ort bestimmenden Schlossgut der Herren von Venningen auf Schloss Grombach nachgeordnet war. Der Rat tagte vielmehr im Gasthof „Zur Goldenen Krone“, der sich lange im Besitz der Familie Laub befand, die zwischen 1654 und 1730 den Schultheiß in Grombach stellte.
Von 1854 bis 1858 wurde dann ein erstes Rathaus in Grombach erbaut. Das Rathaus diente gleichzeitig als Feuerwehrstation, so dass sich Büroräume nur im ersten Stock der östlichen Gebäudehälfte befanden, während das Untergeschoss und die westliche, einstöckige Gebäudehälfte von der Feuerwehr genutzt wurden. Weiter östlich in einem angebauten Querbau waren außerdem noch eine Schrotmühle und eine Waschküche eingerichtet.
Das Rathaus war bis 1963 Sitz der Gemeindeverwaltung und der Feuerwehr. Danach zogen die Verwaltung und die Feuerwehr in das benachbarte, an der Stelle der einstigen Grombacher Synagoge errichtete neue Rathaus. Heute wird das Alte Rathaus privat genutzt.